# 後藤麻子
後藤 麻子（ごとう あさこ、1973年7月30日 - ）は、宮城県を中心に活動するローカルタレント。ぐっどもーにんぐおよびファッションスタジオに所属。血液型はB型。
宮城県石巻市出身。日本女子体育短期大学卒業。幼稚園教諭を4年間勤めた経験がある。

## 経歴
- 1989年（平成元年） - ロッテ「CMアイドルは君だ!」コンテスト出場
- 1990年（平成2年） - 「ミスモモコクラブ」コンテスト出場
- 株式会社ファイブスター（東京タレント事務所）に所属、MCとして活動。
- 2000年（平成12年） - オーストラリアに留学
- 帰国後、仙台にてフリーアナウンサーとして活動。

## 現在の担当番組
- ミヤギテレビ『OH!バンデス』レギュラー

## 過去の担当番組
- ミヤギテレビ『あッ!晴れテレビ』